# ミリアン・モデバゼ
ミリアン・モデバゼ（グルジア語: მირიან მოდებაძე、グルジア語ラテン翻字: Mirian Modebadze、1997年10月27日 – ）は、ジョージアのラグビーユニオン選手。ラグビー・ヨーロッパ・スーパーカップ・ブラックライオンに所属するラグビー選手。ポジションはウィング、フルバック。

## 概要
2017年ワールドラグビーU-20チャンピオンシップでU-20ジョージア代表に選出された。